# Lisne, Novomîkolaiivka
Lisne (în ucraineană Лісне) este un sat în comuna Liubîțke din raionul Novomîkolaiivka, regiunea Zaporijjea, Ucraina.

## Demografie
Componența lingvistică a localității Lisne
     Ucraineană (83,75%)
     Rusă (16,25%)
Conform recensământului din 2001, majoritatea populației localității Lisne era vorbitoare de ucraineană (83,75%), existând în minoritate și vorbitori de rusă (16,25%).